# 多巴什蛋糕
|          |                                  |
| 别名     | 多巴什                           |
| 类型     | 多层蛋糕                         |
| 上菜顺序 | 甜点                             |
| 产地     | 美国                             |
| 地区     | 夏威夷                           |
| 创始人   | 罗伯特·泰拉                      |
| 食用方式 | 冷吃                             |
| 主要原料 | 巧克力蛋糕、戚风蛋糕、巧克力布丁 |

多巴什蛋糕是一种分层的巧克力蛋糕，里面填满巧克力布丁质感的糖霜，由夏威夷面包师罗伯特·泰拉（Robert Taira）从匈牙利多层蛋糕改良而来。 蛋糕由两到三层的巧克力戚风蛋糕与布丁交替铺成，有时也撒上蛋糕碎。

## 历史
据《檀香山星广报》报道，罗伯特·泰拉在一次欧洲之旅中发现了匈牙利多层蛋糕。作为该蛋糕店的前老板兼国王蛋糕店的创始人，泰拉改良了食谱并创造了这个版本。多巴什蛋糕用戚风蛋糕代替杰诺瓦士蛋糕，并在制作糖霜时用巧克力布丁代替巧克力奶油霜。另外，与匈牙利多层蛋糕相比，多巴什蛋糕的层数很少，通常不到三层，而不是七层。
许多家庭版食谱都会在蛋糕中加入魔鬼蛋糕、速溶布丁粉和柠檬汽水，而糖霜则是使用可可粉及玉米淀粉制作的布丁。 

## 相关链接
- Dobos torte